# Сачево
Сачево (мкд. Сачево) је насеље у Северној Македонији, у југоисточном делу државе. Сачево је насеље у оквиру општине Струмица.

## Географија
Сачево је смештено у југоисточном делу Северне Македоније. Од најближег града, Струмице, насеље је удаљено 8 km источно.
Насеље Сачево се налази у историјској области Струмица. Насеље је положено у југозападном делу Струмичког поља. Сеоски атар је равничарски и цео под ратарским културама. Надморска висина насеља је приближно 220 метара. 
Месна клима је блажи облик континенталне због близине Егејског мора (жарка лета).

## Становништво
Сачево је према последњем попису из 2002. године имало 540 становника.
Већинско становништво у насељу су етнички Македонци (100%).
Претежна вероисповест месног становништва је православље.